# Ivan Graanoogst
Ivan Frank Graanoogst é um militar e político surinamês, nascido em Paramaribo. No natal de 1990 derrubou o governo democrático do presidente Ramsewak Shankar no chamado Golpe do Telefone. Após o golpe governou como presidente de facto entre 24 a 29 de dezembro de 1990, quando os militares passaram o cargo a Johan Kraag.

## Biografia

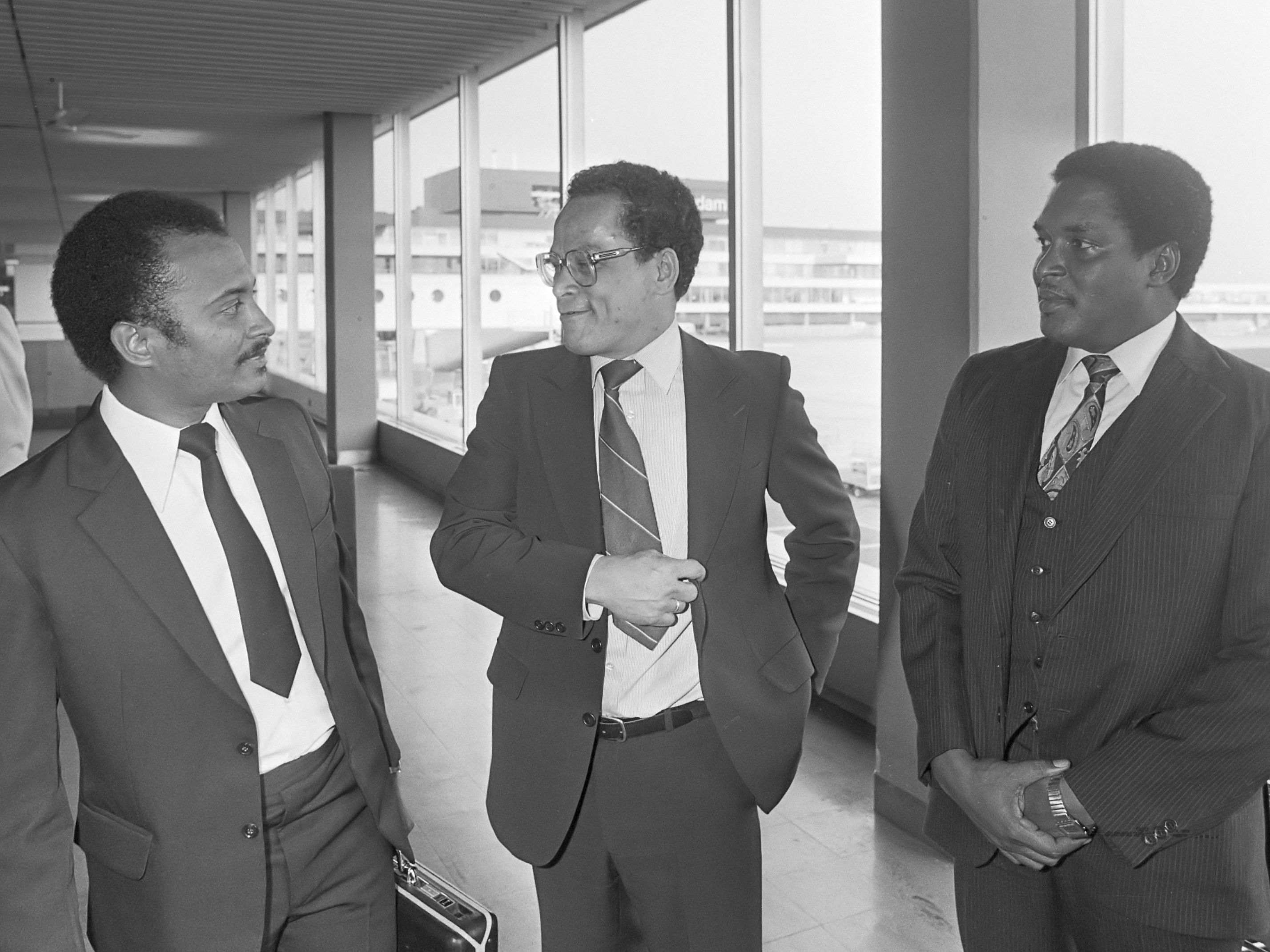
Graanoogst e políticos

Graanoogst era tenente no Suriname, quando o país estava sob o poder do regime militar. No final de 1980, sucedeu Badrissein Sital como presidente do Conselho Militar Nacional. Em 1982, tornou-se Ministro da Cultura, Juventude, Desporto e Informação e, em seguida, Ministro do Exército e da Polícia.